# جورج فايس
جورج فايس (بالفرنسية: Georges Weiss)‏  (و. 1859 – 1931 م) هو طبيب، ومهندس، وفيزيائي من فرنسا . ولد في بيستشويلير .
وكان عضواً في الأكاديمية الوطنية للطب .
توفي في ستراسبورغ، عن عمر يناهز 72 عاماً.

## التعليم
تعلم في المدرسة المتعددة التكنولوجية بفرنسا، والمدرسة الوطنية للجسور والطرق

## مناصب وهيئات
أدار جامعة ستراسبورغ.

## جوائز
حصل على جوائز منها:
- وسام جوقة الشرف من رتبة قائد.